# Стара Вода
Стара Вода (пол. Stara Woda, нім. Altwasser) — село в Польщі, у гміні Любсько Жарського повіту Любуського воєводства.
Населення — 181 особа (2011).
У 1975-1998 роках село належало до Зеленогурського воєводства.

## Демографія
Демографічна структура станом на 31 березня 2011 року:
|          | Загалом | Допрацездатний вік | Працездатний вік | Постпрацездатний вік |
| -------- | ------- | ------------------ | ---------------- | -------------------- |
| Чоловіки | 103     | 24                 | 68               | 11                   |
| Жінки    | 78      | 12                 | 42               | 24                   |
| Разом    | 181     | 36                 | 110              | 35                   |